# Jorge Hübner Bezanilla

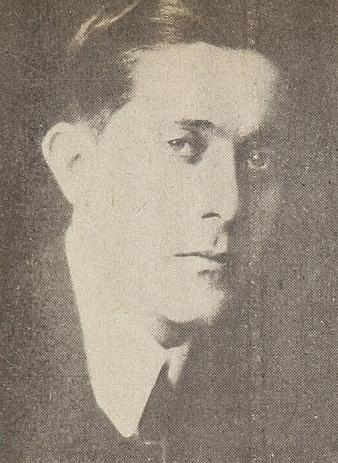
Jorge Hübner Bezanilla (1940)

Jorge Hübner Bezanilla (* 3. Oktober 1892 in Petrópolis; † 1964 in Santiago de Chile) war ein chilenischer Diplomat und Poet.

## Leben
Jorge Hübner Bezanilla war der erste Sohn von Teresa Bezanilla Rojas und Carlos Luis Hübner Bermúdez, welcher in Brasilien als Geschäftsträger fungierte. Carlos Luis Hübner Bermúdez war der Sohn von Petronila Bermúdez und Karl Adolf Hubner Bode (* 1834 in Deutschland). Karl Adolf Hubner Bode kam 1857 nach Valparaíso.
Jorge Hubner Bezanilla war der Vater von Jorge Hübner. Von 19. Juli 1935 bis August 1936 war er Geschäftsträger in Warschau. Er korrespondierte unter anderem mit Gabriela Mistral.

## Werke
- mit Hernán Díaz Arrieta, Prosa y verso 1909.
- La teoría de Einstein, Paris, 1921.
- Vivir: estudio de las medios de estimular la energía vital y de prolongar la vida, Übersetzung aus der französischen Sprache eines Werkes von Serge Voronoff, 1922.
- Poesía, Anthologie, 1966.[4][5][6]

| Vorgänger                 | Amt                                                                  | Nachfolger    |
| ------------------------- | -------------------------------------------------------------------- | ------------- |
| Francisco Madrid Arellano | chilenischer Geschäftsträger in Warschau 19. Juli 1935 bis Aug. 1936 | Alfred Pacini |